# La Petite Jérusalem
La Petite Jérusalem je francouzský hraný film z roku 2005, který režírovala Karin Alba podle vlastního scénáře. Snímek měl světovou premiéru na filmovém festivalu v Cannes dne 16. května 2005.

## Děj
Introvertní Laura je mladá ortodoxní židovská studentka filozofie. Žije v Sarcelles na pařížském předměstí se svou starší sestrou Mathilde, jejich matkou z Tuniska, Arielem, Mathildiným manželem, a jejich čtyřmi dětmi. Rodina žije v rytmu židovských svátků.
Přestože se ji matka snaží provdat, Laura se věnuje filozofii a rozhodne se každý den v sedm hodin večer chodit na procházky. Náboženské rituály nahrazuje Kantem. Laura se v bytě se svým švagrem necítí dobře a sní o tom, že by mohla žít v centru Paříže.
Mathilde je se svým životem spokojená až do dne, kdy zjistí, že její manžel má poměr. Mathilde se rozhodne s ním rozvést a řekne to Lauře, která se rozzuřeně zeptá Ariela, jak mohl svou ženu podvést. Ten se Mathilde přizná, že je s jejich sexuálním životem nespokojený, ale nechce navrhovat, aby dělali něco jiného ze strachu, že urazí manželčinu cudnost.
Matylda jde do mikve za ženou, která jí pomůže dozvědět se, co Tóra říká o sexuálních vztazích a jak může potěšit svého manžela. Matylda se přiznává, že po svém manželovi netouží, ale postupem času se s ním začíná znovu sexuálně sbližovat.
Laura se zamiluje do Djamela, alžírského muslima, který pracuje v náboženském centru, kde pomáhá s úklidem. Ačkoli mu řekla, že nemohou mít vztah, velmi se do něj zamiluje. Když ji vezme za svou rodinou, Djamelovi rodiče jsou rozrušení, když se dozvědí, že Laura je Židovka, a řeknou jí, že pokud se chtějí vzít, bude muset konvertovat k islámu. Djamel ví, že bez finanční podpory rodiny nepřežije a nechce, aby Laura konvertovala, a tak jejich vztah ukončí. Zničená Laura se pokusí o sebevraždu pomocí Mathildiných prášků na spaní, ale její švagr Ariel ji včas najde a zachrání.
Když se Ariel stane obětí antisemitského útoku, rozhodne se přestěhovat s rodinou do Izraele. Jeho tchyně se rozhodne je následovat, ale dá Lauře prsten, který propašovala z Tuniska, aby ho její dcera mohla prodat a zůstat v Paříži.

## Obsazení
| Fanny Valette                      | Laura              |
| Elsa Zylberstein                   | Mathilde           |
| Bruno Todeschini                   | Ariel              |
| Hedi Tillette de Clermont-Tonnerre | Djamel             |
| Sonia Tahar                        | matka              |
| Michaël Cohen                      | Éric               |
| Aurore Clément                     | žena v mikvi       |
| François Marthouret                | profesor filozofie |
| Saïda Bekkouche                    | Djamelova teta     |
| Salah Teskouk                      | Djamelův strýc     |

## Ocenění
- Evropský filmový festival v Bruselu: nominace na Zlatý kosatec
- Filmový festival v Cannes: Cena SACD za nejlepší scénář
- César: nominace v kategoriích nejlepší filmový debut (Karin Alba) a nejslibnější herečka (Fanny Valette)